# کابانیاس د ابرو
کابانیاس د ابرو (به اسپانیایی: Cabañas de Ebro) یک دهستان در اسپانیا است که در استان ساراگوسا واقع شده‌است. کابانیاس د ابرو ۸ کیلومتر مربع مساحت و ۵۲۲ نفر جمعیت دارد.